# Vorderthal
Vorderthal – miejscowość i gmina w Szwajcarii, w kantonie Schwyz, w okręgu March. Leży nad jeziorem Wägitalersee. 

## Demografia
W Vorderthal mieszka 1 001 osób. W 2021 roku 9,2% populacji gminy stanowiły osoby urodzone poza Szwajcarią. 

## Transport
Przez teren gminy przebiega droga główna nr 392.